# Муромский радиозавод
Муромский радиозавод, (сокращённо МРЗ) — Производитель аппаратуры громкоговорящей связи для ВМФ, коммерческого флота, морских нефтегазовых платформ.
Радиозавод был основан в 1946 году. В советское время в рамках системы Гособоронзаказа специализировался на поставках систем громкоговорящей связи для ВМФ и других объектов Минобороны. 
В 2003 году завод перешел в собственность инвестиционной группы «РОЭЛ» (основной актив — электротехнический концерн «Русэлпром»).
В период 2004—2006 гг. на заводе реализована программа оптимизации бизнес-процессов и сокращения издержек. В результате реструктуризации активов площадь основного производства (собственно радиозавода) была уменьшена в 10 раз. На территории, ранее занимаемой одним МРЗ, было создано 11 новых специализированных промышленных предприятий, 6 из которых стали поставщиками радиозавода, и 5 непрофильных производств. Этот проект стал классическим примером успешной реструктуризации устаревших заводов и реновации промышленных территорий.
В 2006 реструктурированный, уменьшенный в масштабах, сосредоточенный на основной деятельности и ставший более эффективным радиозавод продан дочерней компании АФК "Система", специализирующейся на небольших (до $10 млн) проектах в радиоэлектронике и приборостроении.
С 2009 года завод является членом Ассоциации производителей электронной аппаратуры и приборов.

## Деятельность
Основным видом деятельности ОАО "Муромский радиозавод" сегодня является разработка и изготовление аппаратуры оперативной связи, оповещения, трансляции и сигнализации. 
Муромский радиозавод выпускает системы, которые устанавливаются на морских и речных судах, кораблях и подводных лодках без ограничения района плавания, на атомных и тепловых электростанциях, в метрополитенах, на металлургических, химических и других промышленных предприятиях, в ведомственных структурах и объектах специального назначения, там, где требуется надежная оперативная связь. 
Характерной особенностью выпускаемых заводом приборов является то, что они рассчитаны на обеспечение жизнедеятельности объекта в чрезвычайных условиях аварии, пожара и других стихийных бедствий. Аппаратура работает в режиме круглосуточной и круглогодичной эксплуатации, в помещениях реакторных и турбинных отделений, в местах, где наблюдается вибрация, высокие температуры, уровень шума, ионизирующие излучения, а также под воздействием погодных условий. 
Выпускаемые заводом изделия позволяют потребителю: 
- организовать оперативную и надежную громкоговорящую связь на судах речного и морского флотов, на подводных лодках и кораблях военно-морского флота;
- создать оперативно-технологическую и диспетчерскую связь на объектах газовой, нефтяной, металлургической и других отраслей промышленности и транспорта;
- обеспечить поисковую связь, трансляцию и оповещение на объектах промышленности и транспорта;
- руководить работами в экстремальных ситуациях, ремонтно-восстановительными работами, тушением пожаров;
- организовать внутриобъектовую громкоговорящую и телефонную связь;
- обеспечить безопасную работу абонентов связи, находящихся в помещениях, в которых могут содержать взрывоопасные смеси;
- оборудовать светосигнальными устройствами спецавтотранспорт.

## Продукция
Завод занимается созданием следующей продукции:
- Аппаратура громкоговорящей связи, оповещения и трансляции для судов
- Аппаратура производственно-диспетчерской связи
- Аппаратура громкоговорящей связи и оповещения для морских, речных и ж/д вокзалов
- Аппаратура для транспортных средств
- Аппаратура громкоговорящей связи взрыво и искробезопасного исполнения
- Усилители мощности
- Звукоусилительные станции
- Рупорные и динамические громкоговорители
- Переговорные устройства
- Аппаратура оповещения для муниципальных образований, учебных заведений, больниц и т. п.
- Ретро-приемники
- Радиовещательные приемники
- Динамические платформы для тренажеров транспортных средств
- Флюгеры
- Услуги по гальванике
- Сувенирная продукция